# Carlos Monsiváis Aceves
Carlos Monsiváis Aceves (Ciutat de Mèxic, 4 de maig de 1938 - 19 de juny de 2010) fou un escriptor i periodista mexicà, cronista de la Ciutat de Mèxic.

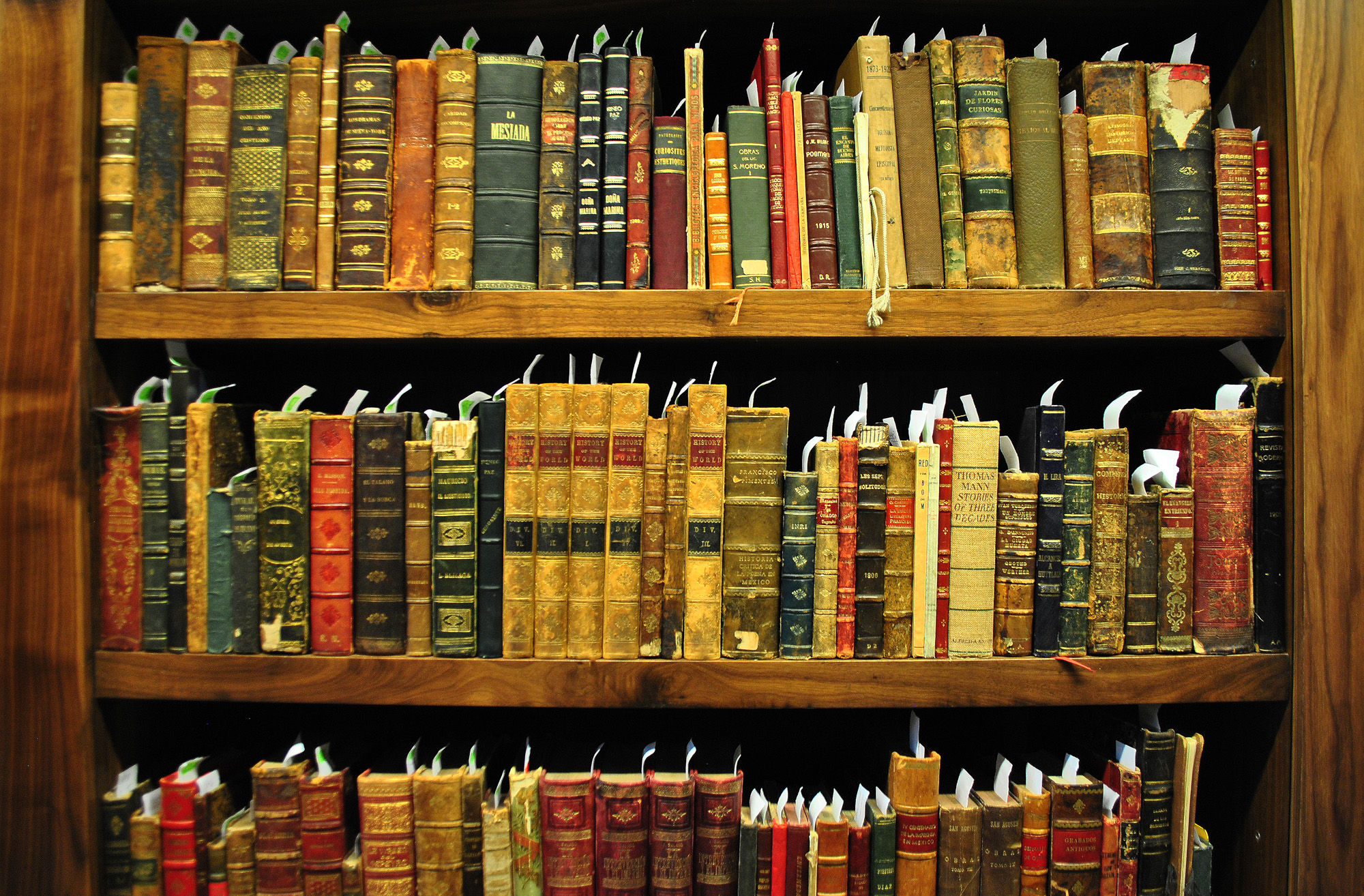
Biblioteca personal de l'escriptor, avui dipositada a la Biblioteca de Mèxic José Vasconcelos.

Va estudiar en la Facultat d'Economia i en la Facultat de Filosofia i Lletres de la Universitat Nacional Autònoma de Mèxic, i teologia en el Seminari Teològic Presbiterià de Mèxic. Des de molt jove va col·laborar en suplements culturals i mitjans periodístics mexicans. Gran part del seu treball el va publicar en periòdics, revistes, suplements, setmanaris i un altre tipus de fonts hemerogràfiques. Va col·laborar en diaris mexicans com a Novedades, El Día, Excélsior, Uno Más Uno, La Jornada, El Universal, Proceso, la revista Siempre!, Eros, Personas, Nexos, Letras Libres, Este País, entre d'altres. Va ser editorialista de diversos mitjans de comunicació. Va ser secretari de redacció en les revistes Medio Siglo (de 1956 a 1958) i Estaciones (de 1957 a 1959) i director del suplement «La cultura en México» de la revista Siempre! (entre 1972 i 1987). Va dirigir la col·lecció de discos Voz Viva de México, de la UNAM.
Les seves posicions polítiques i la seva perspectiva crítica el van portar, des de l'inici de la seva carrera periodística, a adonar-se de tots aquells fenòmens literaris, socials i culturals que implicaven un desacatament a l'autoritarisme, a l'ordre establert i al conservadorisme. D'aquí el seu interès en el moviment estudiantil de 1968, els ídols populars (El Santo, Cantinflas), el moviment feminista, les figures contestatàries d'esquerra i els personatges o esdeveniments que en algun sentit implicaven un avanç de les idees progressistes i un rebuig a tota posició autoritària. Va promoure els drets de les minories socials, l'educació pública i la lectura. Va recolzar obertament la lluita per la diversitat sexual i els drets dels animals. Va ser un ferm partidari de la despenalització de l'avortament i va lluitar en contra de la tauromàquia, cosa que li va generar molts detractors en els sectors conservadors.
Un altre dels seus interessos va ser el cinema mexicà. Va escriure múltiples assajos i acostaments al tema (el llibre Rostros del cine mexicano, per exemple) i va dirigir per més de deu anys el programa El cine y la crítica de Radio UNAM. A més, va participar com a actor en diverses pel·lícules mexicanes, entre les quals es troben Un alma pura de Juan Ibáñez, Tajimara de Juan José Gurrola, En este pueblo no hay ladrones d'Alberto Isaac, Los caifanes de Juan Ibáñez, Las visitaciones del diablo d'Alberto Isaac, Zapata de Felipe Cazals i La guerrera vengadora 2 de Raúl Fernández Jr..
Va ser cèlebre l'afecte de Carlos Monsiváis pels gats: a la seva casa vivien un total de tretze gats. Els metges que el van atendre van confirmar que la seva malaltia (la fibrosis pulmonar) no va tenir res a veure amb el fet que convisqués amb tantes mascotes. Va crear, juntament amb Claudia Vásquez Lozano, l'organització civil Gatos Olvidados, que ella presideix.
Carlos Monsiváis va ser internat l'1 d'abril de 2010 a l'àrea de teràpia intensiva de l'Institut Nacional de Ciències Mèdiques i Nutrició Salvador Zubirán, a causa d'una fibrosi pulmonar. Finalment, el 19 de juny de 2010 la Secretaria de Salut va comunicar el seu decés a causa d'una insuficiència respiratòria. El seu fèretre va estar exposat en el Palau de Belles Arts de Mèxic. Com a reconeixement al seu suport a la lluita de les minories sexuals, es va col·locar la bandera LGBT sobre el taüt.

## Obra
La crònica i l'assaig formen la major part de la seva obra literària. També va escriure contes, rondalles i aforismes, entre altres gèneres literaris. En la seva Autobiografía (escrita als 28 anys), va escriure: «vaig acceptar aquesta sort d'autobiografia amb la mesquina fi de fer-me veure com una mescla d'Albert Camus i Ringo Starr».
Una de les principals característiques de la seva obra és l'humor àcid, la ironia i la sàtira política. En la seva columna «Por mi madre, bohemios» (que es va editar per dècades en diverses publicacions del país) va compilar declaracions de polítics, empresaris, representants de l'Església i altres personatges de la vida pública, satiritzant la seva ignorància o la seva visió limitada del món i exhibint la demagògia de la classe governant de Mèxic.
D'entre els seus llibres destaquen Días de guardar (1971), Amor perdido (1977), Nuevo catecismo para indios remisos (1982), Escenas de pudor y liviandad (1988), Los rituales del caos (1995), Salvador Novo. Lo marginal en el centro (2000) i Aires de familia. Cultura y sociedad en América Latina (2000), entre d'altres. Entre els múltiples guardons que va rebre es troben el Premi Nacional de Periodisme de Mèxic, el Premi Mazatlán, el Premi Xavier Villaurrutia, el Premi Lya Kostakowsky, el Premi Anagrama d'Assaig i el Premi de Literatura Llatinoamericana i del Carib Juan Rulfo.

### Textos biogràfics (cròniques de vida i obra)
- Carlos Monsiváis (autobiografía) (1966)
- Celia Montalván (te brindas voluptuosa e impudente) (1982)
- María Izquierdo (1986)
- Luis García Guerrero: novedad del paisaje (1987)
- José Chávez Morado (1989)
- Escenas mexicanas en la obra de Teresa Nava (1997)
- Salvador Novo. Lo marginal en el centro (2000)
- Adonde yo soy tú somos nosotros. Octavio Paz: crónica de vida y obra (2000)
- Novoamor (2001)
- Yo te bendigo, vida. Amado Nervo: Crónica de vida y obra (2002)
- Carlos Pellicer: Iconografía (2003)
- Annita Brenner: Visión de una época (2006)
- Frida Kahlo (2007)
- Rosa Covarrubias: Una americana que amó México (2007)
- Pedro Infante: Las leyes del querer (2008)

### Rondalla
- Nuevo catecismo para indios remisos (1982)

### Aforismes
- Lírica sacra, moral y laudatoria (2009) / 48 aforismes de Carlos Monsiváis i 24 gravats de Vicente Rojo.
- Monsivaisiana. Aforismos de un pueblo que quiere ser ciudadano (2010) / Selecció i estudi liminar de Linda Egan.
- Autoayúdate que Dios te ayudará. Aforismos de Carlos Monsiváis (2011) / Pròleg, investigació i selecció de Francisco León.

### Llibres en col·laboració
- Frida Kahlo. Una vida, una obra (1992) (amb Rafael Vázquez Bayod)
- A través del espejo: El cine mexicano y su público (1994) (amb Carlos Bonfil)
- Parte de guerra. Tlatelolco 1968. Documentos del general Marcelino García Barragán. Los hechos y la historia (1999) (amb Julio Scherer)
- Parte de guerra II. Los rostros del 68. Nuevas evidencias fotográficas (2002) (amb Julio Scherer)
- Leopoldo Méndez 1902-2002 (2002) (amb Rafael Barajas y Laura González)”
- Tiempo de saber. Prensa y poder en México (2003) (amb Julio Scherer)
- Los patriotas: de Tlaltelolco a la guerra, (2004), Aguilar, escrit amb Julio Scherer
- El centro histórico de la ciudad de México (2006) (amb Francis Alÿs)
- El viajero lúgubre: Julio Ruelas modernista, 1870-1907 (2007) (amb Antonio Saborit i Teresa del Conde)
- El hombre de negro (2007) (amb Helioflores)

### Antologies
- La poesía mexicana del siglo XX (1966)
- Poesía mexicana II, 1915-1979 (1979)
- A ustedes les consta. Antología de la crónica en México (1980) (Edición ampliada en 2006)
- Lo fugitivo permanece. 21 cuentos mexicanos (1984)
- La poesía mexicana II, 1915-1985 (1985)

### Traduccions
- Mexican Postcards (1997) (trad. John Kraniauskas)
- A New Catechism for Recalcitrant Indians (2007) (trad. Jeffrey Browitt i Nidia Esperanza Castrillón)
- Obřady chaosu (2007) (trad. txec per Markéta Riebová)

### Textos en llibres col·lectius
- Historia ¿Para qué? (1980) (ISBN 968-23-1023-7)
- Mitos mexicanos (1995) (Enrique Florescano, coordinador)
- Pasión en Iztapalapa (2008) (Laura Emilia Pacheco, coordinadora)
- «Los enigmas verbales», en VV.AA., Palabras iluminadas. Editor: Manuel Ferro. Madrid: La Casa Encendida, 2012. [Catàleg de l'exposició sobre l'obra gràfica de José-Miguel Ullán].[5]